# Волден (Нью-Йорк)
Волден (англ. Walden) — селище (англ. village) в США, в окрузі Орандж штату Нью-Йорк. Населення — 6818 осіб (2020).

## Географія
Волден розташований за координатами 41°33′36″ пн. ш. 74°11′18″ зх. д. / 41.56000° пн. ш. 74.18833° зх. д. (41.559952, -74.188242).  За даними Бюро перепису населення США в 2010 році селище мало площу 5,31 км², з яких 5,10 км² — суходіл та 0,21 км² — водойми.

### Клімат
| Клімат : Волден       | Клімат : Волден | Клімат : Волден | Клімат : Волден | Клімат : Волден | Клімат : Волден | Клімат : Волден | Клімат : Волден | Клімат : Волден | Клімат : Волден | Клімат : Волден | Клімат : Волден | Клімат : Волден | Клімат : Волден |
| Показник              | Січ.            | Лют.            | Бер.            | Квіт.           | Трав.           | Черв.           | Лип.            | Серп.           | Вер.            | Жовт.           | Лист.           | Груд.           | Рік             |
| Середній максимум, °C | 1,1             | 3,1             | 8,0             | 15,0            | 20,9            | 25,6            | 28,1            | 27,3            | 23,2            | 16,8            | 10,5            | 3,8             | 15,3            |
| Середній мінімум, °C  | −9,8            | −8,4            | −3,6            | 2,4             | 7,8             | 13,1            | 15,6            | 14,7            | 9,9             | 3,2             | −0,8            | −6,2            | 3,2             |
| Норма опадів, мм      | 75              | 66              | 93              | 98              | 105             | 112             | 103             | 100             | 104             | 105             | 90              | 87              | 1138            |
| Днів з опадами        | 9,6             | 7,9             | 9,7             | 10,8            | 11,7            | 10,9            | 10,0            | 9,9             | 8,5             | 8,8             | 9,1             | 9,3             | 116,2           |
| Днів зі снігом        | 4,9             | 3,6             | 2,8             | 0,5             | 0               | 0               | 0               | 0               | 0               | 0               | 0,6             | 2,8             | 15,2            |
| --------------------- | --------------- | --------------- | --------------- | --------------- | --------------- | --------------- | --------------- | --------------- | --------------- | --------------- | --------------- | --------------- | --------------- |
| Джерело: NOAA         |                 |                 |                 |                 |                 |                 |                 |                 |                 |                 |                 |                 |                 |

## Демографія
Згідно з переписом 2010 року, у селищі мешкало 6978 осіб у 2473 домогосподарствах у складі 1757 родин. Густота населення становила 1314 осіб/км².  Було 2686 помешкань (506/км²).
Расовий склад населення:
| - 78,9 % — білих - 11,0 % — чорних або афроамериканців - 1,4 % — азіатів - 0,2 % — корінних американців - 4,7 % — осіб інших рас |

До двох чи більше рас належало 3,8 %. Частка іспаномовних становила 18,5 % від усіх жителів.
За віковим діапазоном населення розподілялося таким чином: 27,1 % — особи молодші 18 років, 63,9 % — особи у віці 18—64 років, 9,0 % — особи у віці 65 років та старші. Медіана віку мешканця становила 35,0 року. На 100 осіб жіночої статі у селищі припадало 93,2 чоловіків;  на 100 жінок у віці від 18 років та старших — 91,7 чоловіків також старших 18 років.
Середній дохід на одне домашнє господарство  становив 76 806 доларів США (медіана — 66 989), а середній дохід на одну сім'ю — 86 022 долари (медіана — 77 417). Медіана доходів становила 55 821 долар для чоловіків та 36 097 доларів для жінок. За межею бідності перебувало 12,9 % осіб, у тому числі 17,5 % дітей у віці до 18 років та 14,3 % осіб у віці 65 років та старших.
Цивільне працевлаштоване населення становило 3347 осіб. Основні галузі зайнятості: освіта, охорона здоров'я та соціальна допомога — 27,1 %, роздрібна торгівля — 14,4 %, науковці, спеціалісти, менеджери — 9,2 %, транспорт — 9,0 %.